# Hrádek u Nechanic
Hrádek u Nechanic – czeski pałac niedaleko miasta Nechanice (katastralnie jego częścią). Został zbudowany jako reprezentacyjna letnia rezydencja rodu hrabiowskiego Harrachów w latach 1839-57. Wzniesiono go budowniczym i architektom Karolom Fischerom według planów G. B. Lamba, który niezrealizował projekt przebudowy pałacu Crewe Hall w angielskim hrabstwie Cheshire w XVII wieku.

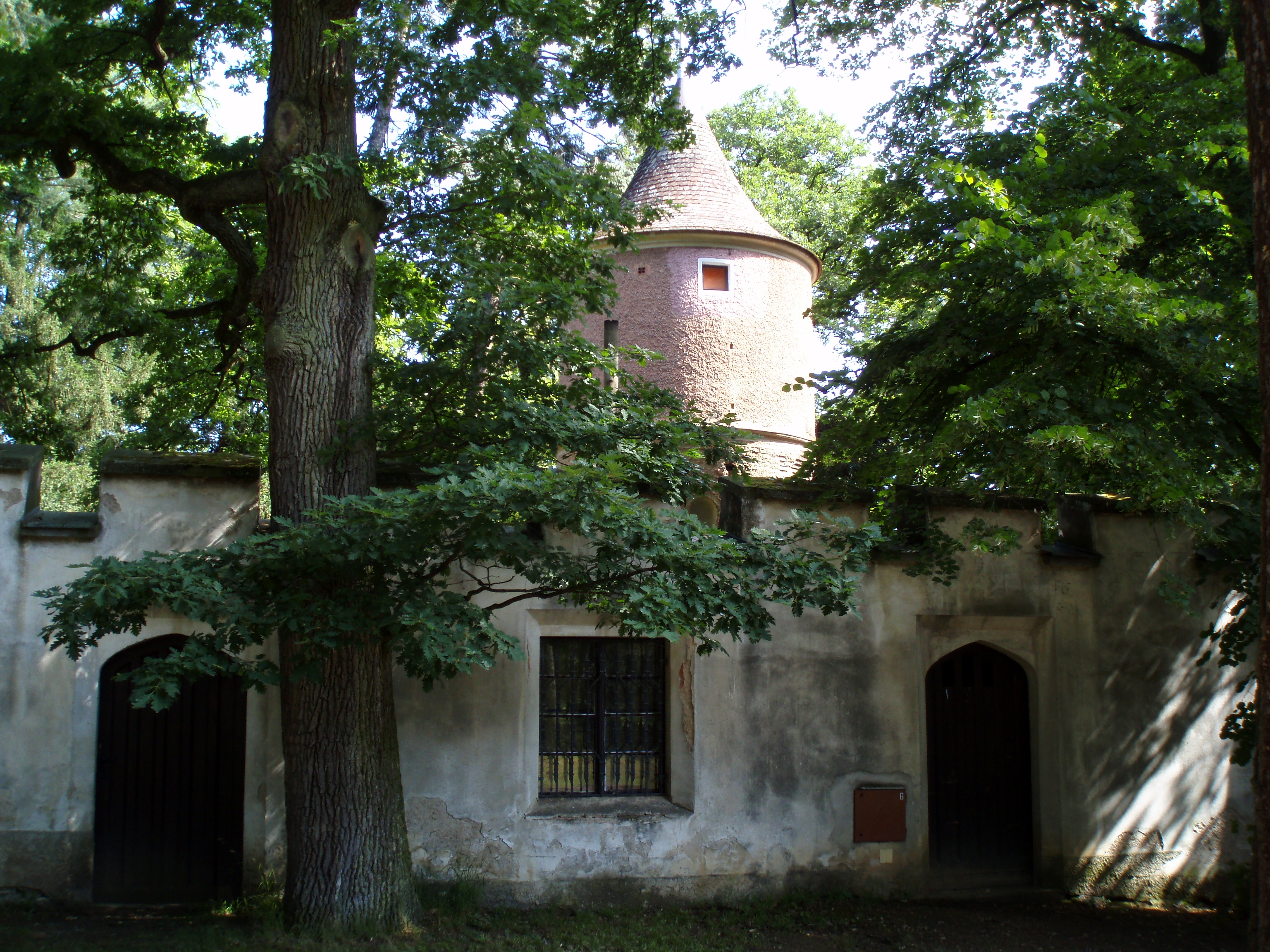
Okolica pałacu

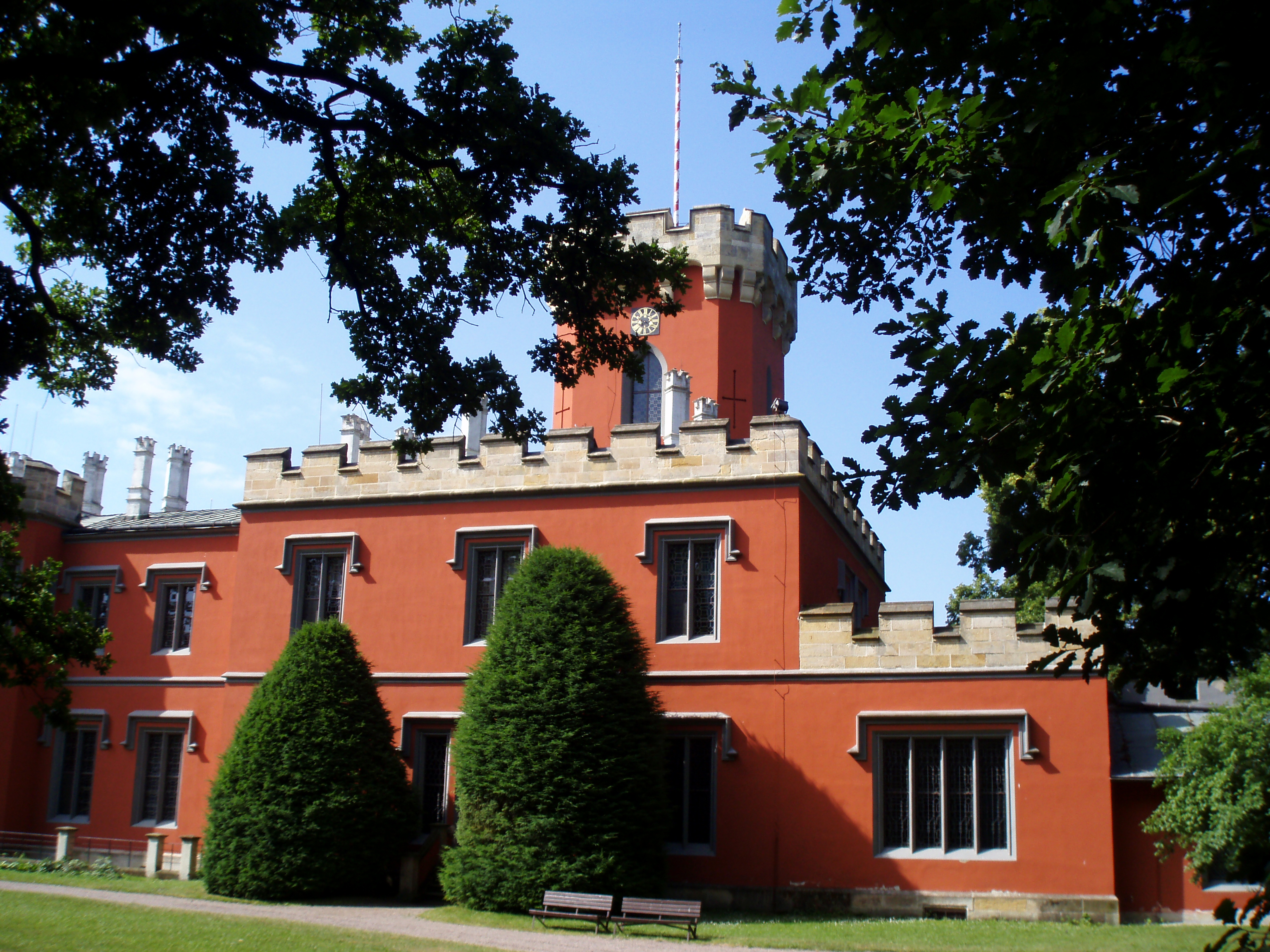
Widok północnowschodni

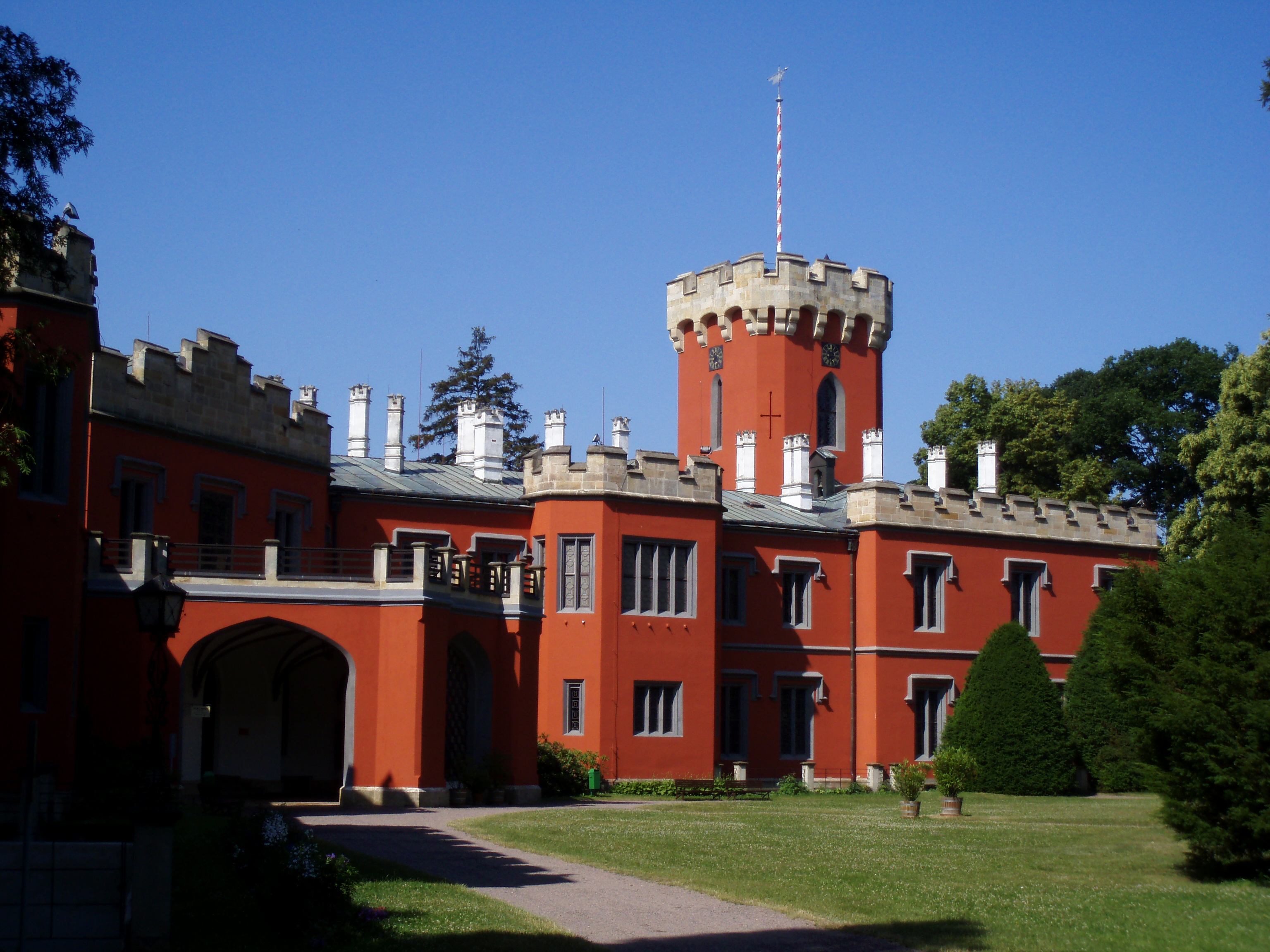
Widok z bramy wstępnej

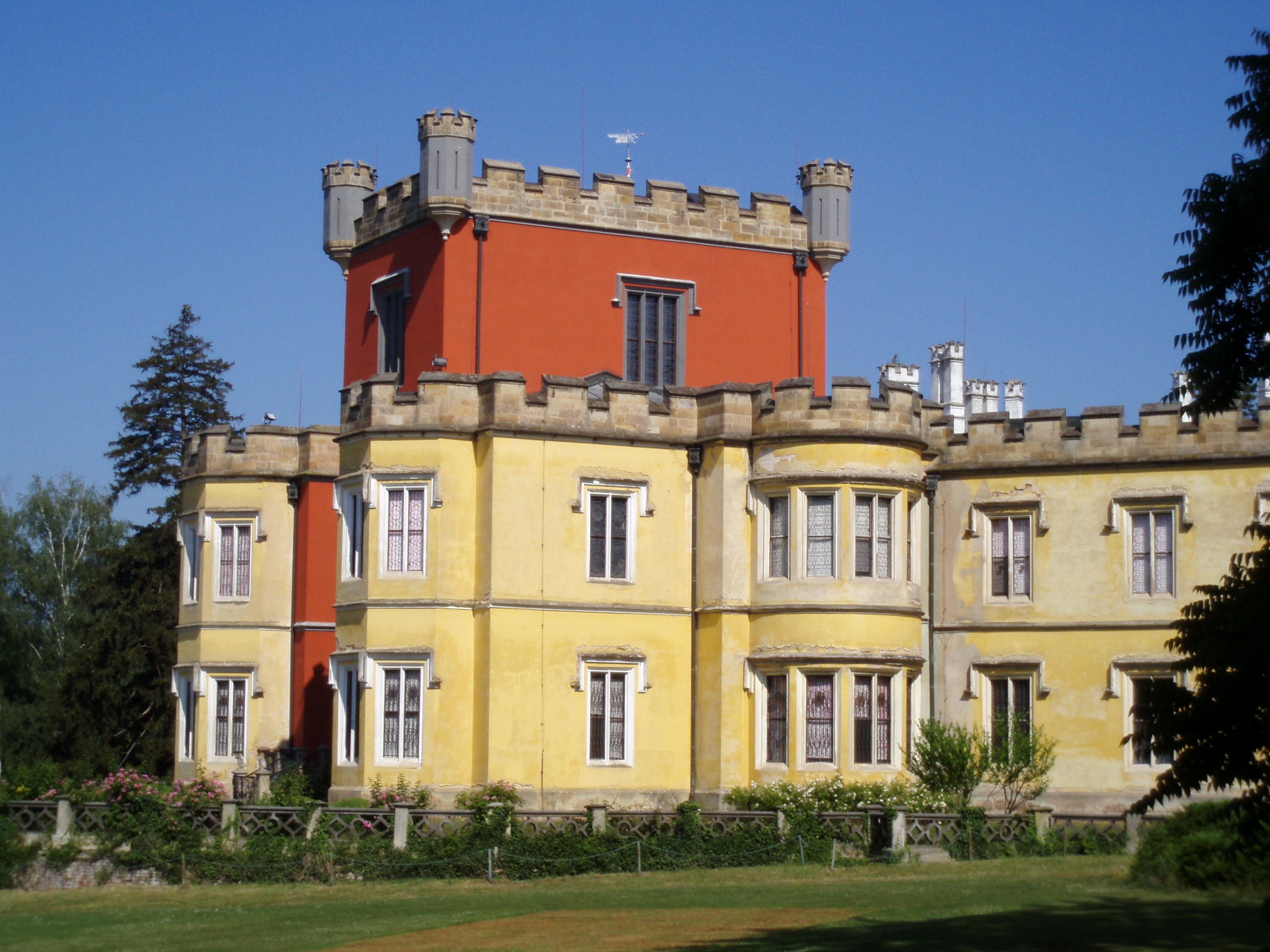
Widok z boiska golfowego

Jest to rozległy budynek z 2 flankami we stylu baroku windsorskiego, od frontu z wieżą dwupiętrową i blankiem, który stoi w środku dużego parku angielskiego według projektu L. Krügera i igrzyska golfowego.